# Джерела живої та мертвої води
Джерела живої та мертвої води — гідрологічний заказник місцевого значення в Тальнівському  районі Черкаської області.

## Опис
Як об'єкт природно-заповідного фонду створено рішенням Черкаської обласної ради від 05.03.2019 року № 29-48/VII.
Площа 11,9 га. Під охороною оповиті легендами джерела, які вважаються цілющими, простягаються вдовж русла річки Гірський Тікич, що протікає територією села; місце зростання червонокнижних видів рослин.